# Germania Mittweida
Der SV Germania Mittweida ist ein deutscher Sportverein aus Mittweida im Landkreis Mittelsachsen. Der 280 Mitglieder starke Verein unterhält drei Abteilungen für Fußball, Gymnastik und Allgemeinsport. Er nutzt das städtische „Stadion am Schwanenteich“ und den Kunstrasenplatz „Am Schwanenteich“.

## Verein
Germania Mittweida wurde am 16. Mai 1897 als Fußballverein unter der Bezeichnung FC Germania Mittweida gegründet. In seinem ersten Spiel am 11. Mai 1899 unterlag der FC Germania dem Mittweidaer BC mit 2:3. Der Club agierte in der Meisterschaft des Verbandes Mitteldeutscher Ballspiel-Vereine, in der die Sachsen 1909 die Meisterschaft des Gau Südwestsachsen errangen. In der damit verbundenen Qualifikation zur mitteldeutschen Meisterschaft unterlag die Germania im Viertelfinale dem klar favorisierten VfB Leipzig mit 2:4.
Nach der Fusion bzw. Spielgemeinschaft von 1925-1930 mit SC Hellas 1908 Chemnitz spielte der Verein in der 1a-Klasse im Gau Mittelsachsen.
Ab 1933 spielte der Verein in der zweitklassigen Fußball-Bezirksklasse Chemnitz. 1939 erfolgte eine Zwangsfusion mit anderen Mittweidaer Vereinen zur TSG Mittweida. 1944 fusionierte Germania Mittweida bis Kriegsende mit dem Lokalrivalen Mittweidaer BC zur KSG Mittweida, die 1944/45 zum Teilnehmerfeld für die Gauliga Sachsen gehörte.
1945 wurde die KSG aufgelöst und als SG Mittweida neu gegründet. Die Sportgruppe beteiligte sich 1948 an der Chemnitzer Fußballmeisterschaft, konnte sich aber mit Platz 4 in ihrer Staffel nicht für die 1949 eingeführte Landesklasse qualifizieren. 1952 war die SG bereits in die BSG Einheit Mittweida umgewandelt worden, und die Fußballsektion gehörte zu den Gründungsmitgliedern der drittklassigen Bezirksliga Karl-Marx-Stadt. Dort war sie mit Ausnahme des Jahres 1959 (vorübergehender Abstieg) bis 1964 vertreten. Später spielte Einheit nur noch unterhalb des Bezirksliganiveaus. 1990 wurde die BSG vom neu gegründeten Verein mit historischem Namen SV Germania Mittweida abgelöst. Seit ihrem Abstieg 1996 spielt die 1. Fußballmannschaft in der Bezirksklasse Chemnitz, seit 2008 8. Liga. 2008 trat die Fußballabteilung des SV Germania mit zwei Männermannschaften, einer Frauenmannschaft und acht Nachwuchsteams an.
In der Saison 2011/12 schaffte die erste Herrenmannschaft ohne eine Saisonniederlage den Aufstieg in die Bezirksliga Sachsen Mitte, die heutige Landesklasse Mitte.

## Statistik
- Teilnahme Mitteldeutsche Meisterschaft: 1909/10
- Teilnahme Gauliga Sachsen 1944/45
- Teilnahme Bezirksliga Karl-Marx-Stadt: 1952/53-1958, 1960–1963/64, Bezirksliga Chemnitz 1995/1996
- Saison 2012 Landesklasse Mitte
- Seit 2014 Landesliga